# لورنزو جوبیلاتو
لورنزو جوبیلاتو (انگلیسی: Lorenzo Giubilato؛ زادهٔ ۶ دسامبر ۲۰۰۰) بازیکن فوتبال اهل ایتالیا است.